# Tielman Susato

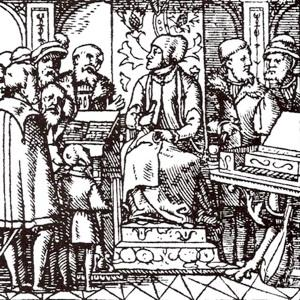
Holzschnitt von Tielman Susato, der eines seiner Werke zum Verkauf anbietet

Tielman Susato, auch Tylmann Susato und Tilmann Susato (* um 1510–1515 wahrscheinlich in Soest; † nach 1570 möglicherweise in Schweden), war ein Musikverleger, franko-flämischer Komponist und Instrumentalist der Renaissance.

## Leben und Wirken
Susatos Geburtsjahr ergibt sich näherungsweise aus einem notariellen Dokument des Jahres 1565, welches die Angabe „out omtrent L jaeren“ (etwa fünfzig Jahre alt) enthält. Ob er ein Sohn von Tielman dem blynden war, der in einem Kölner Dokument von 1508 erwähnt wird, ist unsicher. Dass sein Familienname Susato auf die Stadt Soest hindeutet, ist dagegen sehr wahrscheinlich, somit ist er deutscher Abstammung. Über die frühen Jahre und die Ausbildung Susatos ist fast nichts bekannt. Erstmals erscheint sein Name im Jahr 1529 als Schreiber und Kopist im Dienst der Liebfrauen-Bruderschaft an der Liebfrauenkirche Antwerpen. Ab 1531 war er für 18 Jahre Mitglied der Antwerpener Stadtmusikanten; er spielte die Instrumente Flöte, Blockflöte, Krummhorn, Feldtrompete und Posaune und hat vielleicht auch die abendlichen Andachten der Bruderschaft begleitet. Etwa Anfang der 1530er Jahre heiratete er Elisabeth Peltz, die eine Schwester des Leiters der Marienbruderschaft war; seine Kinder waren Jacob († 1564), der ebenfalls Buchdrucker wurde, außerdem Clara und Katharyna.
Im Jahr 1541 kam es zur geschäftlichen Zusammenarbeit mit den Druckern Hendrik ter Bruggen und Willem van Vissenaken, die jedoch nicht von langer Dauer war. Immerhin entstand in dieser Zeit die Sammlung „Quatuor vocum musicae modulationes“, die erste Antwerpener Ausgabe, die in nur einem Arbeitsgang mit beweglichen Notentypen gedruckt wurde. Susato eröffnete wahrscheinlich auch einen Handel mit Musikinstrumenten. Die Zusammenarbeit mit Bruggen endete 1542 durch Auszahlung des Geschäftsanteils für den letzteren, und Vissenaken verlor 1544 seinen Geschäftsanteil in einem gerichtlichen Prozess an Susato. Die Stadt Antwerpen hatte ihn zuvor schon mit Subventionen für seinen neuen Geschäftszweig unterstützt, nachdem es bisher nur in Deutschland, Italien und Frankreich Musikverlage gegeben hatte. 1543 bekam er ein dreijähriges Druckerprivileg und eröffnete eine Druckerei, die er im Jahr 1551 in das Haus „Den Cromhorn“ im Norden von Antwerpen verlegte. Nach Auslaufen des ersten Druckprivilegs ging er speziell auf die Veröffentlichung von geistlicher Musik über und brachte die ersten Messen- und Motettensammlungen heraus.
Als Kaiser Karl V. und sein Sohn Philipp 1549 in die Stadt Antwerpen einzogen, wurde Susato als Mitglied der Stadtkapelle Fehlverhalten vorgeworfen, und er wurde als Stadtmusikant entlassen; im gleichen Zuge wurde ihm ein neues Druckprivileg, das eigens für sein elftes Chansonbuch bestimmt war, zunächst vorenthalten. Erst nach Intervention des Brüsseler Kapellmeisters Benedictus Appenzeller wurde es ihm zuteil. Auf den Titelseiten seiner letzten vier Veröffentlichungen von 1561 waren Hinweise auf die Stadt Alkmaar zu lesen, wo Musikbücher Susatos zu kaufen waren. Noch im selben Jahr verlegte er seinen Wohnsitz dorthin, während das Antwerpener Geschäft von seinem Sohn Jacob weitergeführt wurde, der drei Jahre vorher in den Betrieb eingestiegen war. Seine Übersiedelung war vielleicht von seiner calvinistischen Einstellung motiviert, wofür er in den nördlichen Niederlanden mit größerer Toleranz rechnen konnte. Susato bekam 1561 Positionen in der Verwaltung der Stadt und wurde 1563 Vorstandsmitglied im Wasser- und Bodenverband der dortigen Region.
Wenige Monate nachdem Susatos Testament vom 6. August 1564 erstellt worden war, verstarb seine Frau Elisabeth Peltz. Im folgenden Jahr nahm Susato an den diplomatischen Aktivitäten seines Schwiegersohns Arnold Rosenberger teil und kam als Bote an den schwedischen Königshof nach Stockholm. Hier gibt es Dokumente, nach denen er sich zweimal vor dem schwedischen Obersten Gerichtshof verantworten musste; er wurde letzten Endes aber freigesprochen. Susato wirkte bis 1570 als deutscher Schreiber in Stockholm, danach verliert sich seine Spur.

## Bedeutung
Durch die Aktivität Susatos haben sich die Niederlande als Land des Musikdrucks etabliert; nach ihm haben auch Pierre Phalèse, Jan Bellerus, Christoph Plantin und Jan de Laet in Antwerpen Musikverlage gegründet. Die Hauptbedeutung Susatos beruht auf seiner Arbeit als Musikverleger; er konnte pro Jahr acht Bücher herstellen. Er verwendete eine Notentype, die bis 1551 nur von ihm benutzt wurde, oder eine etwas kleinere, die auch bei anderen europäischen Musikdruckern üblich war. In den Jahren zwischen 1543 und 1561 brachte er drei Bände mit Messkompositionen heraus, 19 Motetten- und 22 Chansonbücher, darüber hinaus eine Serie mit elf Bänden Musyck Boexken. Seine Publikationen waren in der Mehrheit Sammelbände mit Werken mehrerer Komponisten. Einzeldrucke waren Thomas Crécquillon (Le Tiers Livre de Chansons, 1544), Josquin Desprez (Le Septiesme Livre, 1545) und Pierre de Manchicourt (Le Neufiesme Livre des chansons, 1545) gewidmet. Die Sammlung (Le Quatoiriesme Livre des chansons, 1555), welche 29 Kompositionen von Orlando di Lasso enthält, ist eine wichtige frühe Quelle dieses Komponisten. In der Reihe Musyck Boexken befinden sich mehrstimmige niederländische Lieder, altflämische  Tänze, Psalmvertonungen und Souterliedekens von Jacobus Clemens non Papa und dessen Schüler Gherardus Mes. Die beiden ersten Bücher dieser Serie stellen die umfassendste Sammlung niederländischer mehrstimmiger Lieder aus dieser Zeit dar; mit ihnen kann Susato als Wegbereiter und treibende Kraft zur Erweiterung und Verbreitung dieser Musik, meist als Tafelmusik für den bürgerlichen und adeligen Hausgebrauch, gelten. Weitere Komponisten, die in Susatos Veröffentlichungen vertreten waren, sind Benedictus Appenzeller, Josquin Baston, Antoine Barbé, Gheerkin de Hondt, Lupus Hellinck, Nicolas Liégeois, Carolus Souliaert, Johannes Ghiselin und Jheronimus Vinders. Auch mit seiner Derde musyck boexken, der ersten gedruckten Sammlung niederländischer Tänze mit vierstimmigen homophonen Stücken von ihm selbst nach bekannten Liedern, hat Susato diese Gattung entscheidend gefördert.
Von Tielman Susatos Kompositionen sind vom Umfang der Gattung her zuerst seine 91 Chansons zu nennen; sie beruhen meist auf den bekannten Modellen französischer und niederländischer Herkunft; mit seinen zwei- und dreistimmigen Stücken gilt er hier als einer der produktivsten Meister der Niederlande in der 2. Hälfte des 16. Jahrhunderts. Ihre Struktur deutet darauf hin, dass sie einen pädagogischen Hintergrund hatten und vielleicht für Laienmusiker bestimmt waren. Von ihm stammt auch eine Parodiemesse, „In illo tempore“ (1545), nach einer eigenen Motette. Von seinen sieben Motetten wurden sechs nicht nur von ihm selbst, sondern auch von anderen Musikverlagen herausgebracht.

## Werke
- Geistliche musikalische Werke
  - „Musica donum Dei optime“ zu sechs Stimmen, 1540
  - „Fili quid fecisti“ zu vier Stimmen, 1542
  - „Domine da nobis“ zu vier Stimmen, 1545
  - „In illo tempore“ zu fünf Stimmen, 1545
  - Missa „In illo tempore“ zu fünf Stimmen, 1546
  - „Salve quae roseo decora serto“ zu fünf Stimmen (Lobgesang auf Antwerpen), 1546
  - „Nihil homini firmum“ zu zwei Stimmen, 1549
  - „Peccata mea Domine“ zu fünf Stimmen, 1554
  - 10 Souterliedekens zu drei Stimmen, 1556
- Weltliche musikalische Werke
  - 31 Chansons in dem Premier livre des chansons zu zwei bis drei Stimmen, 1544
  - 30 Chansons in dem Tiers livre des chansons zu zwei bis drei Stimmen, 1552
  - 30 Chansons zu vier bis sechs Stimmen in 8 Auflagen, 1543–1552
  - 6 niederländische Lieder, 1551
- Flämische Instrumentalmusik
  - Het derde musyck boexken […] alderhande danserye, 1551
- Publikationen (Originaldrucke)
  - „Vingt et Six Chansons musicales“ zu fünf Stimmen, 1543
  - „Le premier [-XIV] Livre des chansons“ zu vier bis acht Stimmen, 1543–1555
  - „Liber I [-III] missarum“ zu vier bis fünf Stimmen, 1545/46
  - „Liber I [-IV] sacrarum cantionum“ zu vier bis fünf Stimmen, 1546/47
  - „Het I [-II] musyck boexken“, niederländische Lieder zu vier Stimmen, 1551
  - Tielman Susato, „Het III musyck boexken“, Tänze zu vier Stimmen, 1551
  - „La Fleur des chansons […] livre I [-IV]“ zu zwei bis vier Stimmen, 1552 (in Band 3 ausschließlich 2- bis 3-stimmige Kompositionen Susatos)
  - „Liber I [-XIV] ecclesiasticarum cantionum“ zu vier bis fünf Stimmen, 1553–1558 (Liber XIII verschollen)
  - Clemens non Papa, „Souterliedekens I–IV“ zu drei Stimmen, 1556/57 (= Het IV–VII musyck boexken)
  - Orlande de Lassus, „Liber XV ecclesiasticarum cantionum“ zu fünf bis sechs Stimmen, 1560
  - Gherardus Mes, „Souterliedekens V–VIII“ zu vier Stimmen, 1561 (= Het VIII–XI musyck boeck)
- Zweifelhafte und unrichtige Zuschreibungen
  - Clemens non Papa, „Motecta“ zu fünf Stimmen (von Alphonse Goovaerts 1880 Susato zugeschrieben)
  - Madrigale und Canzoni francesi zu fünf Stimmen (von François-Joseph Fétis 1844 Susato zugeschrieben, wahrscheinlich 1558 von Waelrant und Laet gedruckt)
  - Evangelia dominicorum in sechs Teilen, Nürnberg 1554–1556 (von Alphonse Goovaerts 1880 Susato zugeschrieben, tatsächlich gedruckt von Berg & Neuber)